# Cantó de Loudéac
El cantó de Loudéac (bretó Kanton Loudieg) és una divisió administrativa francesa situat al departament de Costes del Nord a la regió de Bretanya.

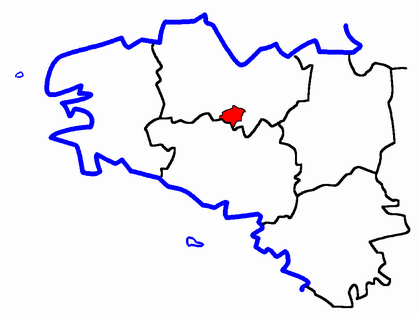
Situació del cantó

## Composició
El cantó aplega 6 comunes :
| Nom bretó    | Nom francès   | Nom gal·ló    |
| Henvoustoer  | Hémonstoir    | Hémontoèr     |
| Loudieg      | Loudéac       | Loudio        |
| Ar Voudenn   | La Motte      | La Mott       |
| Sant-Karadeg | Saint-Caradec | Saent-Caradéc |
| Sant-Maodan  | Saint-Maudan  | ---           |
| Treve        | Trévé         | ---           |

## Història
| Data d'elecció                           | Identitat   | Partit         | Qualitat           |
| ---------------------------------------- | ----------- | -------------- | ------------------ |
| març 2004                                | Gérard Huet | amb suport UMP | Alcalde de Loudéac |
| les dades anteriors no són pas conegudes |             |                |                    |
|                                          |             |                |                    |